# Henry Ljungmann
Henry Ljungmann (* 3. Dezember 1897 in Kristiania; † unbekannt) war ein norwegischer Skispringer und Ruderer.

## Werdegang
1924 gewann Ljungmann die norwegische Einzelmeisterschaft im Rudern.
Bei der Nordischen Skiweltmeisterschaft 1925 in Johannisbad gewann Ljungmann trotz Höchstweite von 47 m auf der Rübezahl-Schanze (K50) nur die Silbermedaille hinter Wilhelm Dick. Noch im gleichen Jahr sprang er mit 59,5 Metern Schanzenrekord auf der Kochelbergschanze in Garmisch-Partenkirchen.